# Desensybilizacja (fotografia)
Desensybilizacja (łac.), odczulenie – zminimalizowanie lub całkowite zlikwidowanie światłoczułości materiału fotograficznego za pomocą substancji degradujących centra czułości.
Substancje odczulające to m.in.:
- substancje utleniające srebro
- jon żelaza, rtęci i miedzi
- organiczne związki siarki
- roztwór fenosafraniny
- roztwór zieleni, żółcieni i bieli pinakryptolowej